# Погонич венесуельський
Погонич венесуельський (Laterallus levraudi) — вид журавлеподібних птахів родини пастушкових (Rallidae). Ендемік Венесуели.

## Опис
Довжина птаха становить 14-18,5 см. Верхня частина тіла темно-оливково-коричнева, голова з боків, шия, боки і гузка руді, обличчя сірувате. Підборіддя, горло, центральна частина грудей і живіт білі. Райдужки червоні, дзьоб і лапи зеленувато-жовті. Самиці є дещо меншими за самців. Молоді птахи маюить більш тьмяне забарвлення, дзьоб у них коротший, лапи сіруваті.

## Поширення і екологія
Венесуельські погоничі мешкають на північному заході Венесуели, на північ від Ориноко. Вони живуть у водно-болотних угіддях, в заростях на берегах боліт, річок і озер та на вологих луках, зокрема на заплавних. Зустрічаються переважно на висоті до 600 м над рівнем моря, місцями на висоті до 1400 м над рівнем моря. Гніздяться у травні-липні.

## Збереження
МСОП класифікує цей вид як вразливий. За оцінками дослідників, популяція венесуельських погоничів становить від 1500 до 3750 птахів. Їм загрожує знищення природного середовища.